# Stahlbahnwerke Freudenstein

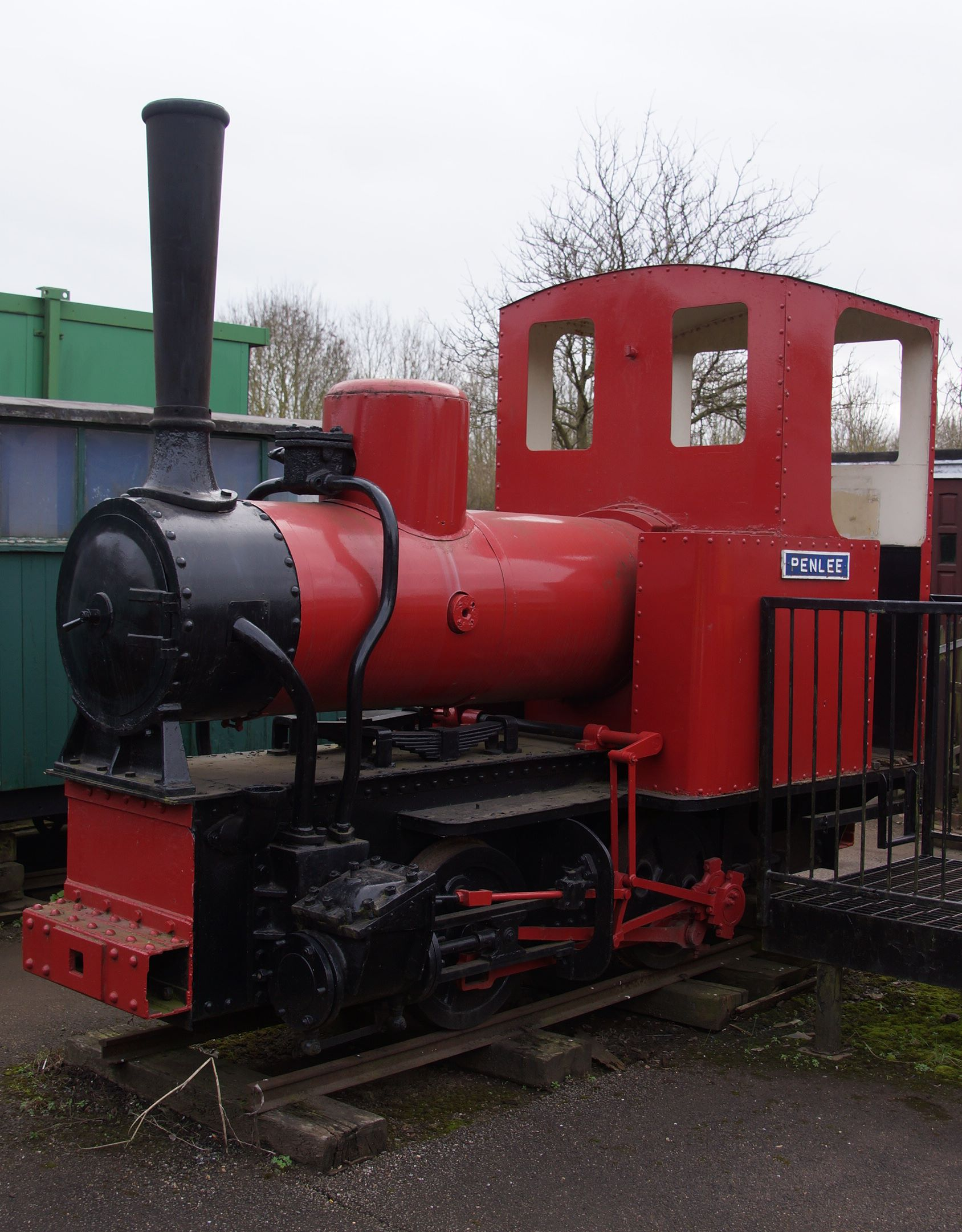
Lokomotive 73 in Stonehenge Works, LBNGR

Die Stahlbahnwerke Freudenstein waren ein deutscher Eisenbahnhersteller in Berlin-Tempelhof. 

## Geschichte
Das Unternehmen wurde 1891 von dem Kaufmann Julius Freudenstein als Handelsunternehmen Freudenstein & Co., Fabrik für Eisenbahnbaumaterialien, Feld- und Industriebahnen gegründet. Zuvor war Freudenstein Angestellter bei Orenstein & Koppel. Ursprünglich handelte Freudenstein & Co. mit Gleisen und anderem Eisenbahnzubehör. 1895 nahm Freudenstein Feldbahnlokomotiven in sein Angebot auf, die er von der Märkischen Lokomobilenfabrik Max Orenstein, Orenstein & Koppel, der Arnold Jung Lokomotivfabrik und der Aktiengesellschaft für Lokomotivbau Hohenzollern geliefert bekam. 
1895 erwarb Freudenstein eine Produktionsstätte in Berlin-Tempelhof für den Bau eigener Lokomotiven und 1898 wurden die ersten Lokomotiven nach Westpreußen ausgeliefert. Am 14. April 1899 wurde die Firma als Aktiengesellschaft Stahlbahnwerke Freudenstein & Co. Akt.-Ges. eingetragen. 1903 wurden drei Preußische T 3 an die Preußische Staatsbahn geliefert.
1905 wurde eine Interessengemeinschaft mit "Orenstein & Koppel" gebildet. Am 26. Juni 1905 beschloss die Hauptversammlung der AG einen Kooperationsvertrag mit der A.-G. für Feld- und Kleinbahnen-Bedarf, vorm. Orenstein & Koppel. Am 14. Juni 1906 erfolgt der Beschluss, die Gesellschaft zu liquidieren. Danach wurde das Fabrikgebäude in Tempelhof abgebrochen und das Gelände verkauft.

## Produktionszahlen
Die letzte eindeutige Fabriknummer ist die für die Kreis Altenaer Schmalspur-Eisenbahn-Gesellschaft gebaute KAS 12 mit der Nummer 238, Baujahr 1905. Höhere Fabriknummern sollen existieren, sind aber nicht belegt.
Die genaue Anzahl der von Freudenstein gebauten Lokomotiven ist nicht bekannt, wird aber auf etwa 250 geschätzt. Erhalten sind unter anderem:
| Nummer/Name | Baujahr | Spurweite | Besonderes |
| ----------- | ------- | --------- | --- |
| 73 Penlee   | 1901    | 610 mm    | Gebaut für Arthur Koppel für den Einsatz im Steinbruch Penlee, Ausstellungsstück in Stonehenge Works, Leighton Buzzard Light Railway |
| 89          | 1902    | 1435 mm   | Verein Verkehrsamateure und Museumsbahn Aumühle, ursprünglich an die Preußische Staatsbahn geliefert                                 |
| 138         | 1904    | 1000 mm   | Museo del Ferrocarril (Eisenbahnmuseum), Ponferrada                                                                                  |
| 175         | 1904    | 508 mm    | Western Australian Rail Transport Museum, Perth                                                                                      |
| 217         | 1905    | 518 mm    | Bowylie Light Railway, NSW (früher bei Bennett Brook Railway, WA 1989 – 1993)                                                        |